# Marielena (telenovela de 1981)
Marielena es una telenovela venezolana de la década de los años 80, producida y transmitida por la cadena RCTV en 1981. Original de Inés Rodena, fue adaptada por Manuel Muñoz Rico, Ligia Lezama, José Simón Escalona y Alicia Barios. Fue protagonizada por María Conchita Alonso y Jean Carlo Simancas.

## Trama
Marielena es una muchacha de clase pobre que sufre el trauma de ser víctima de un ataque sexual. El destino lleva a Marielena a conocer a Daniel, joven, sano y de familia muy rica. Daniel se enamora de ella y el amor crece entre ellos hasta que Marielena descubre que Daniel es el hermano del que fue su victimario. Marielena los denuncia a los dos pero Daniel resulta inocente. Marielena casa con Daniel pero el matrimonio dura poco y no es hasta después que Marielena se somete a terapia con un psiquiatra que ella se puede liberar del pasado y logre rehacer su vida con Daniel.

## Elenco
- María Conchita Alonso ... Marielena
- Jean Carlo Simancas ... Daniel
- Yanis Chimaras ... Willy
- Caridad Canelón ... Haydeé
- Grecia Colmenares ... Raquel
- Marita Capote ... Quequeta
- Mahuampi Acosta
- Liliana Durán
- Zoe Ducós
- Edgard Serrano ... Pedrito
- Hazel Leal
- Lorenzo Henríquez
- Johnny Carvajal
- Yajaira Orta
- Regina Romano
- Dilia Waikkarán
- Alberto Marín ... Juancho
- Hugo Carregal
- Humberto García
- Haydée Balza
- Amílcar Rivero
- Cristina Reyes
- Luis Rivas
- Henry Zakka
- Imperio Zammataro
- Richard Bazán

## Versiones
Marielena, está basada en la radionovela "La virgen del cerro". A su vez se han realizado las siguientes versiones:
- Cristina, Venezuela (1970-1971) con Marina Baura y Raúl Amundaray.

- Déjame vivir, México (1982) con Daniela Romo y Gregorio Casal (remake de Cristina).

- El engaño, Venezuela (1989) con Gigi Zanchetta y Gabriel Fernández (Versión libre).

- Valeria, Venezuela-E.U.A (2008) con Alejandra Lazcano y Jorge Reyes (Basada en El engaño).

- Calle Luna, Calle Sol, Venezuela (2009) con Mónica Spear y Manuel Sosa (Remake de Marielena).